# Маямі-Спрінгс (Флорида)
Маямі-Спрінгс (англ. Miami Springs) — місто (англ. city) в США, в окрузі Маямі-Дейд штату Флорида. Населення — 13 859 осіб (2020).

## Географія
Маямі-Спрінгс розташоване за координатами 25°49′11″ пн. ш. 80°17′24″ зх. д. / 25.81972° пн. ш. 80.29000° зх. д. (25.819729, -80.289988).  За даними Бюро перепису населення США в 2010 році місто мало площу 7,73 км², з яких 7,46 км² — суходіл та 0,27 км² — водойми.

## Демографія
Згідно з переписом 2010 року, у місті мешкало 13 809 осіб у 5062 домогосподарствах у складі 3515 родин. Густота населення становила 1786 осіб/км².  Було 5361 помешкання (693/км²).
Расовий склад населення:
| - 93,4 % — білих - 1,6 % — чорних або афроамериканців - 1,2 % — азіатів - 0,2 % — корінних американців - 1,9 % — осіб інших рас |

До двох чи більше рас належало 1,7 %. Частка іспаномовних становила 71,2 % від усіх жителів.
За віковим діапазоном населення розподілялося таким чином: 20,7 % — особи молодші 18 років, 62,8 % — особи у віці 18—64 років, 16,5 % — особи у віці 65 років та старші. Медіана віку мешканця становила 42,5 року. На 100 осіб жіночої статі у місті припадало 91,6 чоловіків;  на 100 жінок у віці від 18 років та старших — 88,5 чоловіків також старших 18 років.
Середній дохід на одне домашнє господарство  становив 72 065 доларів США (медіана — 53 688), а середній дохід на одну сім'ю — 81 013 долари (медіана — 59 503). Медіана доходів становила 41 736 доларів для чоловіків та 35 873 долари для жінок. За межею бідності перебувало 12,3 % осіб, у тому числі 17,2 % дітей у віці до 18 років та 11,8 % осіб у віці 65 років та старших.
Цивільне працевлаштоване населення становило 7289 осіб. Основні галузі зайнятості: освіта, охорона здоров'я та соціальна допомога — 17,9 %, транспорт — 14,1 %, мистецтво, розваги та відпочинок — 12,6 %, науковці, спеціалісти, менеджери — 11,3 %.